# Helmut Rüdiger
Helmut Rüdiger (né le 22 janvier 1903 à Frankenberg, mort en juin 1966 à Madrid) est une figure importante de l'anarcho-syndicalisme allemand, espagnol puis suédois, journaliste et théoricien du fédéralisme libertaire.

## Biographie
Rüdiger vient d'une famille libérale. Adolescent, il rejoint le mouvement Wandervogel et en 1922 devient membre des Jeunes Anarchistes-Syndicalistes d'Allemagne (ou Syndikalistisch-Anarchistische Jugend Deutschlands (SAJD) en allemand) et de l'Union libre des travailleurs d'Allemagne (Freie Arbeiter-Union Deutschlands, FAUD). Il étudie la littérature allemande et l'histoire de l'art. Avec Gerhard Wartenberg et Ferdinand Götze, il fonde à l'université de Leipzig un groupe de discussion composé de jeunes travailleurs et de nouveaux diplômés.
En tant que fervent anti-communiste, son expérience en Espagne l'amène à se battre contre le totalitarisme. Il traite en détail avec les œuvres de Gustav Landauer, ce qui le confirme dans sa théorie et sa pratique anarcho-syndicalistes, ainsi que son intérêt pour le mouvement syndical. En 1925, alors qu'il est étudiant à Munich, il écrit dans les journaux Junge Anarchisten (de) et Der Syndikalist.
Trois ans plus tard, il arrête ses études car sa famille ne le soutient plus en raison de ses idées politiques. Plus tard, à Berlin, il reprend la direction éditoriale de Der Syndikalist auquel participent Augustin Souchy, Gerhard Wartenberg, Max Winkler et Fritz Köster, et Die Internationale. Il rencontre Erich Mühsam, Artur Streiter (de) et Rudolf Rocker. Il correspond aussi avec Willi Paul (de). En raison de conflits internes dans la FAUD et la montée du national-socialisme en Allemagne, Rüdiger part en Espagne en 1932.
Il y devient le secrétaire de l'Association internationale des travailleurs (anarcho-syndicaliste) et écrit pour la presse anarchiste en exil. En tant que réfugié politique, il dirige le service d'information pour les étrangers des syndicalistes espagnols.
En décembre 1937, pour le congrès de l'Association internationale des travailleurs, il rédige un rapport (le « rapport secret » de Helmut Rüdiger) que la CNT espagnole décide de rendre public. Dans ce rapport, Rüdiger défend devant les anarchistes du monde entier la participation des libertaires espagnols au gouvernement de Front populaire et leur choix de privilégier la victoire sur le fascisme plutôt que la liquidation immédiate de l’État bourgeois et l'instauration du communisme libertaire.
Six ans plus tard, il émigre en Suède en raison de la domination des staliniens sur la CNT au sein du mouvement ouvrier en Espagne.
Après 1945, avec Heinrich Bergmann, Rudolf Rocker et Fritz Linow, il s'implique dans la Fédération des socialistes libertaires (de) (Föderation freiheitlicher Sozialisten). De 1949 à 1953, il écrit dans le journal Die freie Gesellschaft (de) puis dans les années 1960 pour Opposition und Ziel. Avec Albert de Jong, Arthur Lehning et Augustin Souchy, il participe au servide de l'Internationalen Antimilitaristischen Kommission (IAK) (Commission Internationale Antimilitariste). Helmut Rüdiger écrit sous le pseudonyme "D. Rodriguez".
Il meurt d'une crise cardiaque en 1966 en Espagne.

## Œuvres
- Sozialismus und Parlamentarismus. AHDE-Verlag, Berlin 1979.  (ISBN 3-8136-0013-0)
- Föderalismus. Ein Beitrag zur Geschichte der Freiheit. AHDE-Verlag, Berlin 1979.  (ISBN 3-8136-0001-7)
- Die spanische Revolution II. Was sind die CNT und FAI? (Im Anhang die Prinzipienerklärung der I.A.A.), anarchistische texte Nr.27, Libertad Verlag, Berlin 1982.
- Rudolf Rocker und die jüdische Arbeiterbewegung. Erschienen in der Zeitschrift Die freie Gesellschaft, 1951, 2. Jahrgang, Nr. 22.
- Der Sozialismus wird frei sein, Oppo-Verlag, Berlin 1991.  (ISBN 3-926880-02-3)

## Notices
- L'Éphéméride anarchiste : notice biographique.

## Source, notes et références
1. ↑  « http://hdl.handle.net/10622/ARCH01220 » (consulté le 2017)

. A. Guillamon, H. Rüdiger, H. Oehler, L’anarchisme d’État et la commune de Barcelone (mai 1937), Éditions Ni patrie ni frontières, 2015, présenté par Michel Olivier
- (de) Cet article est partiellement ou en totalité issu de l’article de Wikipédia en allemand intitulé « Helmut Rüdiger » (voir la liste des auteurs).